# 소프트웨어 신시사이저
소프트웨어 신시사이저(software synthesizer) 또는 softsynth는 일반적으로 음악을 위해 디지털 오디오를 만들어내는 플러그인 또는 컴퓨터 프로그램이다. 소리나 음악을 만들 수 있는 컴퓨터 소프트웨어는 새로운 것이 아니지만 처리 속도의 진보는 소프트웨어 신시사이저가 과거에 전용 하드웨어가 필요했던 동일한 작업을 수행할 수 있도록 한다. 소프트웨어 신시사이저는 일반적으로 전용 하드웨어 보다 가격이 더 싸고 휴대성이 더 좋으며 시퀀서와 같은 다른 음악 소프트웨어와의 상호 작용이 더 쉽다.

## 플러그인 호환성
독립적인 소프트웨어 신시사이저는 컴퓨터 상에서 하나의 프로그램으로서 실행되므로 추가적인 소프트웨어가 필요하지 않다. 플러그인 형태의 소프트웨어 신시사이저는 재생되는 음악을 녹음하는 디지털 오디오 워크스테이션과 같은 호스트 애플리케이션이 필요하다. 일반적인 플러그인 기술로는 VST, AU, LADSPA가 있다.

## 일반적인 소프트웨어 신시사이저
- Spectrasonics Omnisphere 2[1]
- U-He Diva
- Native Instruments Reaktor 6
- Xfer Records Serum
- UVI Falcon
- Lennar Digital Sylenth1
- Massive (네이티브 인스트루먼츠)

Arturia와 같은 소프트웨어 신시사이저 개발사들은 Minimoog, ARP 2600, 야마하 CS-80과 같은 버추얼 에디션의 아날로그 신시사이저를 제공한다. Gforce는 릭 웨이크먼이 설계한, 소리를 포함하는 Minimoog와 ARP 오디세이 버전을 개발한다.

### 리눅스 신시사이저
ZynAddSubFX는 리눅스, macOS, 마이크로소프트 윈도우용 오픈 소스 소프트웨어 신시사이저이다. 다성(폴리포닉)의 멀티팀브럴 미분음음악적 소리를 실시간으로 생성할 수 있다. GNU 일반 공중 사용 허가서 버전 2로 라이선스된 자유 소프트웨어이다.
유닉스 기반 운영 체제용의 수많은 기타 오픈 소스 소프트웨어 신시사이저를 이용할 수 있는데, 여기에는 amsynth, Hexter, TAL NoizeMaker, Xsynth, Wsynth, WhySynth, Add64, OBXD, Mx44, Phasex, Alsa Modular Synth, Bristol 등이 있다.

### 마이크로소프트 GS 웨이브테이블 SW 신시사이저
마이크로소프트 GS 웨이브테이블 SW 신시사이저(Microsoft GS Wavetable SW Synth, 샘플 기반 합성 기반)은 다이렉트뮤직의 중요한 부분으로서 DirectX 버전에 포함되어 있으며, 1996년 마이크로소프트가 롤랜드로부터 라이선스받은 GS 사운드 집합의 롤랜드 버추얼 사운드 캔버스 버전이다. 샘플이 포함된 파일은 DLS 포맷으로 되어 있다.

## PC용 초기 소프트웨어 신시사이저 중 일부 목록
- Audio Simulation AudioSim (도스, 1996)
- AXS (Analogue Xpansion System) (도스, 1998)
- Orangator (마이크로소프트 윈도우 95/98, 1998)
- SimSynth 2 (마이크로소프트 윈도우 95/98, 1998)
- Synoptic Probe (마이크로소프트 윈도우 95/98, 1999)
- Microsoft GS Wavetable SW Synth (윈도우 98 이상의 윈도우 버전)

## 같이 보기
- 분류:소프트웨어 신시사이저
- 시퀀서
- 디지털 오디오 워크스테이션
- 사운드 모듈
- 신시사이저
- SynthFont
- TiMidity++
- 비디오 게임 음악
- 음악 소프트웨어 목록